# Cagua (Venezuela)
Pour les articles homonymes, voir Cagua.
Cagua est une ville du Venezuela, capitale de la paroisse civile de Sucre et chef-lieu de la municipalité de Sucre, située dans la vallée du río Aragua, au nord-est de l'État d'Aragua. En 2001, sa population est estimée à 107 932 habitants.

## Étymologie
Son nom provient du dialecte indigène caguacao qui signifie la « ville de l'escargot », symbole de la ville.

## Histoire
En 1620, le site réunit les habitants du peuple indigène sous le nom Cagua la Vieja, Cagua la « vieille », puis est déplacé sur le site actuel en 1622 sous le nom de Nuestra Señora del Rosario de Cagua, Notre-Dame du Rosaire de Cagua. Au XVIIIe siècle, le nom évolue en San José de Cagua avant que l'usage de la seule dénomination de Cagua ne s'impose.